# Сельское поселение Чёрный Ключ
Се́льское поселе́ние Чёрный Ключ — муниципальное образование в Клявлинском районе Самарской области Российской Федерации.
Административный центр — село Чёрный Ключ.

## Население
| 2010  | 2012  | 2013  | 2014  | 2015 | 2016  | 2017  |
| ----- | ----- | ----- | ----- | ---- | ----- | ----- |
| 878   | ↘858  | ↗862  | ↘828  | ↘812 | ↗2027 | ↘1972 |
| 2018  | 2019  | 2020  | 2021  |      |       |       |
| ↘1964 | ↘1921 | ↘1896 | ↗2133 |      |       |       |

## Состав сельского поселения
| №  | Населённый пункт    | Тип населённого пункта       | Население |
| -- | ------------------- | ---------------------------- | --------- |
| 1  | Верхний Ключ        | посёлок                      | →0        |
| 2  | Ерыкла              | деревня                      | ↘130      |
| 3  | Зелёный Ключ        | деревня                      | ↗250      |
| 4  | Ойкино              | деревня                      | ↘105      |
| 5  | Репринцево          | деревня                      | ↘0        |
| 6  | Северный            | посёлок                      | ↘0        |
| 7  | Старое Резяпкино    | село                         | →618      |
| 8  | Степное Дурасово    | село                         | ↗48       |
| 9  | Усакла              | село                         | ↘411      |
| 10 | Чёрный Ключ         | село, административный центр | ↗465      |
| 11 | Чигмалиновка        | посёлок                      | ↗10       |
| 12 | Чувашское Абдикеево | деревня                      | ↗215      |

## Уроженцы
- Василий Эндип — чувашский поэт.